# Lazarus Effect
Ne doit pas être confondu avec L'Effet Lazare.
Pour plus de détails, voir Fiche technique et Distribution.
Lazarus Effect est un film d'horreur américain réalisé par David Gelb, sorti en 2015.

## Synopsis
Une équipe de chercheurs ambitieux cherche un moyen de ramener les morts à la vie. Grâce à un sérum nommé «Lazarus», ils réussissent enfin, après trois ans de recherche dans l'ombre, sur des animaux, entre autres sur un chien nommé Rocky, qui a en plus guéri de sa cataracte. 
Frank suit l’évolution de Rocky et s’aperçoit que le chien, sous le choc et d'apparence paisible, peut soudainement devenir très agressif, le sérum présent dans son cerveau ne se dissipant pas. Il s’emploie donc à enfermer ce dernier dans une cage. Espionnés depuis le début de leurs expériences par une société rivale, celle-ci rachète la firme finançant les scientifiques et confisque leurs travaux à la suite d'une violation du contrat en regard avec la subvention.
Ayant réussi a dérober une petite quantité du sérum, le groupe de chercheurs et Eva, la journaliste qui les accompagne, retournent discrètement au laboratoire la nuit suivante pour réaliser l'expérience une nouvelle fois et obtenir de nouvelles preuves de leur réussite. Durant ce nouvel essai, Zoe, la femme de Frank, oublie de retirer sa bague de fiançailles et meurt électrocutée lors de la mise sous tension de l'appareil. Frank défie l'avis des autres en essayant de faire revenir sa femme avec succès. Une IRM pratiquée sur la jeune femme montre une activité cérébrale anormalement élevée. 
Petit à petit, Zoe développe des aptitudes surhumaines et son sixième sens. Consciente de son état, elle appelle à l'aide, mais Frank refuse de la prendre au sérieux. Commence une descente aux enfers pour le groupe enfermé avec Zoe. L'un après l'autre tente de raisonner Zoe mais se font massacrer jusqu'à ce qu'il ne reste plus qu'Eva. Celle-ci pense enfin avoir réussi à la duper, mais elle se rend vite compte, trop tard malheureusement, qu'elle s'est fait avoir à son propre jeu. Finalement, Zoe récupère le corps de Frank, son bien-aimé, et le ressuscite.

## Fiche technique
- Titre : Lazarus Effect
- Titre original : Lazarus Effect
- Réalisation : David Gelb
- Scénario : Luke Dawson et Jeremy Slater
- Musique : Sarah Schachner
- Photographie : Michael Fimognari
- Montage : Michael N. Knue
- Producteur : Jason Blum, Matthew Kaplan, Jimmy Miller, Cody Zweig et Gloria Fan
  - Coproducteur : Robyn Marshall et Rick Osako
  - Producteur délégué : Jeannette Brill, Luke Dawson et Michael Paseornek
  - Producteur associé : Phillip Dawe et Matt Riley
- Production : Lionsgate, Blumhouse Productions et Mosaic Media Group
- Distribution : Metropolitan Filmexport
- Pays de production :  États-Unis
- Genre : Horreur
- Durée : 83 minutes
- Dates de sortie :
  - États-Unis : 27 février 2015
  - France : 11 mars 2015
- Avertissement : des scènes, des propos ou des images peuvent heurter la sensibilité des spectateurs

## Distribution
- Mark Duplass (VF : Guillaume Lebon) : Frank
- Olivia Wilde (VF : Julie Dumas) : Zoe
- Sarah Bolger (VF : Jessica Monceau) : Eva
- Evan Peters (VF : Benjamin Bollen) : Clay
- Donald Glover (VF : Diouc Koma) : Niko
- Ray Wise (VF : Denis Boileau) : M. Wallace
- Amy Aquino (VF : Annie Balestra) : La présidente Dalley
- Scott Sheldon : Le garde de la sécurité du campus

## Accueil
La première affiche fixe du film est sortie le 5 janvier 2015, avec l'affiche théâtrale.

### Sortie
Le 17 décembre 2013, il a été annoncé que le film (alors intitulé Lazarus) serait sorti le 30 janvier 2015, avec Lionsgate distribuant le film. Le 4 novembre 2014, Relativity Media a acquis le film de Lionsgate et a fixé la date de sortie du film au 20 février 2015. [7] En décembre 2014, il a ensuite été annoncé que le film serait rebaptisé The Lazarus Effect, et serait publié une semaine plus tard que prévu, le 27 février 2015.

### Critique
Lazarus Effect a reçu des critiques généralement négatives de la part des critiques. Le site Web d'agrégateur d'avis Rotten Tomatoes a rapporté un taux d'approbation de 16%, basé sur 107 avis, avec une moyenne de 4/10. Le consensus du site se lit comme suit: "The Lazarus Effect a un casting talentueux et la lueur d'une idée intéressante, mais gaspille tout sur des personnages insipides et des points d'intrigue ternes et recyclés." Sur Metacritic, qui attribue une note normalisée, le film a un score de 31 sur 100, basé sur 29 critiques, indiquant "des avis généralement défavorables". Selon CinemaScore, le public a donné au film une note de «C−» sur une échelle de A + à F. 
Frank Scheck de The Hollywood Reporter a donné au film une critique négative, en disant: "Le film gaspille tout potentiel qu'il avait, sans parler des talents d'interprètes tels que Duplass et Wilde qui méritent clairement mieux." James Rocchi de The Wrap a donné le film quatre étoiles sur cinq, en disant: " Lazarus Effect ne révolutionne pas exactement le terrain, mais il trouve néanmoins beaucoup à savourer dans les morceaux de moulage qu'il assemble car il donne des thèmes classiques sur la mort, la vie et l'âme un littéral et tir figuratif dans le bras. "Geoff Berkshire de Variety a donné au film une critique négative, en disant" Mark Duplass et Olivia Wilde luttent pour insuffler la vie dans un thriller recyclé sur les horreurs de la réanimation. " Mick LaSalle du La Chronique de San Francisco a donné au film une étoile sur quatre, en disant: "C'est un film de 83 minutes qui semble une demi-heure de plus et, sans les crescendos bruyants, il endormirait les gens." Claudia Puig de USA Today a donné au film deux et une demi-étoile sur quatre, disant: "Absorbant, bien conçu et bien tendu, avec une distribution intelligente qui l'élève d'un cran au-dessus de la moyenne."  Lou Lumenick du New York Post a donné au film zéro étoile, en disant " comme s'il avait été réalisé par une personne aveugle et sourde pendant un week-end sur un laboratoire de restes d'une émission de télévision et édité à la roulette. " Peter Keough du Boston Globe a donné au film une critique négative, en disant:" Il y a leçons à tirer de ce thriller minimaliste. Le premier est que pour effrayer les gens, il ne suffit pas de jeter des meubles, d'éteindre et d'allumer les lumières, et de se faufiler par derrière et de crier "Boo !".
A.A. Dowd de The A.V. Le club a donné au film un C−, en disant: "Comme trop de films d'horreur, celui-ci semble ciblé un public hypothétique n'utilisant que 10 pour cent de sa matière grise." Joe Neumaier du New York Daily News a donné au film deux sur cinq étoiles, disant: " Lazarus Effect, qui dure 86 minutes, ne va pas assez loin, n'est pas assez effrayant et a des scientifiques fous qui ne sont tout simplement pas assez fous. Vous le regardez en espérant qu'il se ravive, mais ce rêve est mort et enterré. " Michael O'Sullivan du Washington Post a donné au film une étoile sur quatre, en disant:" Il titube, comme un zombie, d'un saut de peur à un autre avant de s'éteindre, 83 minutes à peine après s'être levé de la dalle. » Bruce Demara du Toronto Star a donné au film deux étoiles sur quatre, en disant : « Bien que Lazarus Effect ne soit pas le pire film d'horreur que vous verrez cette année, c'est probablement un du plus prévisible et paresseusement tracé. " James Berardinelli de ReelViews a donné au film deux étoiles sur quatre, en disant:" Lazarus Effect commence par une prémisse intrigante puis continue à gaspiller toute la bonne volonté du début à travers une lente et inexorable descente dans des gadgets d'horreur bon marché. " Kevin C. Johnson du St. Louis Post-Dispatch a donné au film deux étoiles sur quatre, en disant: " Lazarus Effect n'a rien de spécial. Cela n'apportera pas beaucoup de soulagement aux spectateurs affamés d'horreur. " Keith Staskiewicz de Entertainment Weekly a donné au film un C−, en disant:" J'aurais aimé voir plus des cinéastes, osant échouer en jalonnant de nouveaux la terreur incognita au lieu de simplement passer par les mouvements d'une expérience pour laquelle nous avons déjà les résultats. "

### Box office
En Amérique du Nord, le film s'est classé numéro cinq lors de son premier week-end, avec 10 203 437 $, derrière Diversion, Kingsman : Services secrets, Bob l'éponge, le film : Un héros sort de l'eau et Cinquante nuances de Grey.